# قانون
القانون (مشتقة من اليونانية:κανών؛ نقحرة: «كانون») هو مجموعة من القواعد القانونية التي تُنشأ وتُطبق بواسطة المؤسسات الاجتماعية أو الحكومية لتنظيم سلوك الأفراد، ورغم أن التعريف الدقيق للقانون لا يزال موضوع نقاش مستمر، فقد وصف بأنه علم وبأنه فن العدالة. يمكن أن تُسن القوانين التي تطبق داخل الدولة عن طريق الهيئات التشريعية أو المشرع، وذلك لإنتاج قوانين مكتوبة، أو عن طريق السلطة التنفيذية على شكل مراسيم ولوائح تنظيمية، أو التي يقررها القضاة في الأحكام القضائية السابقة، خاصةً في الأنظمة القانونية القائمة على القانون المشترك. كما يمكن للأفراد أن ينشئوا عقودًا ملزمة قانونيًا، بما في ذلك اتفاقيات التحكيم التي تتبنى طرقًا بديلة لحل النزاعات بدلاً من التقاضي التقليدي في المحاكم. وتتأثر عملية إنشاء القوانين نفسها بالدستور المكتوب أو العرفي، والحقوق المدونة فيه. كما يؤثر القانون في مجالات السياسة والاقتصاد والتاريخ والمجتمع بطرق متعددة، ويعمل كوسيط صلح في تنظيم العلاقات بين الأفراد.
تختلف النظم القانونية بين البلدان، حيث تُدرس هذه الاختلافات بواسطة القانون المقارن. في الدول التي تتبع النظام القانوني المدني، يقوم المشرع أو هيئة مركزية أخرى بتدوين القانون وتوحيده. بينما في أنظمة القانون المشترك، يمكن للقضاة إنشاء قواعد قانونية ملزمة بواسطة الأحكام القضائية السابقة، رغم أنه يمكن أحيانًا إلغاء هذه الأحكام السابقة بواسطة محكمة عليا أو هيئة تشريعية. تاريخياً، أثر القانون الديني على الأمور العلمانية، ولا يزال يستخدم في بعض المجتمعات الدينية. فعلى سبيل المثال تستخدم الشريعة الإسلامية كنظام قانوني أساسي في العديد من البلدان، بما في ذلك إيران والمملكة العربية السعودية.
يمكن تقسيم نطاق القانون إلى مجالين. حيث يرتبط القانون العام بالعلاقات بين الحكومة والمجتمع، بما في ذلك القانون الدستوري والقانون الإداري والقانون الجنائي. بينما يتعامل القانون الخاص مع النزاعات القانونية بين الأفراد أو المنظمات في مجالات مثل العقود والممتلكات والأضرار والقانون التجاري. يكون هذا التمييز حاضر بقوة في البلدان التي تتبع النظام القانون المدني، وخاصة تلك التي لديها نظام منفصل للمحاكم الإدارية؛ على النقيض من ذلك، يكون الفصل بين القانون العام والقانون الخاص أقل وضوحًا في البلدان التي تتبع نظام القانون المشترك.
يوفر القانون مصدرًا للبحث العلمي في التاريخ القانوني والفلسفة والتحليل الاقتصادي وعلم الاجتماع. كما يثير أيضًا قضايا مهمة ومعقدة تتعلق بالمساواة والإنصاف والعدالة.

## أساليب القانون
هُناكَ أساليب مُميزة للتفكير القانوني (تطبيق القانون) وطُرق لتفسير (تفسير) القانون. الأول هو القياس المنطقي، الذي له نفوذ في النظم القانونية للقانون المدني، القياس، الموجود في النظم القانونية للقانون العام، خاصة في الولايات المتحدة، والنظريات الجدلية التي تحدث في كلا النظامين.الأخيرة هي قواعد (توجيهات) مختلفة للتفسير القانوني مثل توجيهات التفسير اللغوي، التفسير الغائي أو التفسير المنهجي بالإضافة إلى قواعد أكثر تحديدًا، على سبيل المثال، القاعدة الذهبية أو قاعدة الأذى. هناك أيضًا العديد من الحجج والمدافع الأخرى للتفسير التي تجعل التفسير القانوني ممكنًا.
أشار أستاذ القانون والمدعي العام السابق للولايات المتحدة إدوارد ليفي إلى أن «النمط الأساسي للتفكير القانوني هو الاستدلال بالقدوة»، أي الاستدلال بمقارنة النتائج في القضايا التي تحل مسائل قانونية مُماثلة.
في قضية للمحكمة العليا الأمريكية بشأن الجهود الإجرائية التي بذلتها شركة لتحصيل الديون لتجنب الأخطاء، حذر القاضي سوتومايور من أن «المنطق القانوني ليس عملية ميكانيكية أو خطية تمامًا».
الحقوق القانونية هي التطبيق الرسمي للطرق الكمية، وخاصة الاحتمالية والإحصاءات على مسائل القانونية. تزايد استخدام الأساليب الإحصائية في قضايا المحاكم ومقالات مُراجعة القانون بشكل كبير في العقود القليلة الماضية.

## فلسفة القانون

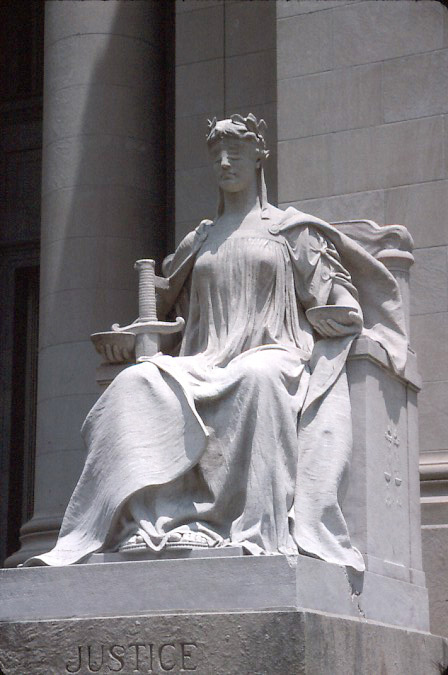
سيدة العدالة، رمز في الميثولوجيا الرومانية.

تعرف فلسفة القانون عمومًا بأنها علم التشريع. إذ يسأل التشريع المعياري «ما الهيئة الذي يجب أن يتخذها القانون؟»، في حين أن التشريع التحليلي يسأل «ما هو القانون؟».

### التشريع القضائي التحليلي
كانت هناك عدة محاولات لوضع «تعريف مقبول بصورة عامة للقانون». في عام 1972، اقترح بارون هامبستيد أنه لا يمكن إقامة تعريف كهذا. وقال مكوبري ووايت أنه ليس ثمة إجابة بسيطة عن سؤال «ما هو القانون؟». وقال جلانفيل ويليامز أن معنى كلمة «قانون» يستند إلى السياق الذي استخدمت الكلمة ضمنه. وقال إن «القانون العرفي» و«القانون المحلي»، على سبيل المثال، كانا سياقات امتلكت ضمنهما كلمة «قانون» معنيين مختلفين ولا يمكن التوفيق بينهما. وقال ثورمان آرنولد أنه من الواضح أن وضع تعريف لكلمة «قانون» أمر مستحيل، وأنه من الواضح بالقدر ذاته أنه لا ينبغي التخلي في أي يوم وقف بذل الجهد لتعريف الكلمة. ومن الممكن الأخذ بالنظرة القائلة أنه ليس ثمة حاجة لتعريف كلمة «قانون» (مثلًا «فلننسى التعميمات ولنبدأ بحل القضايا»).
وإحدى التعريفات لكلمة «قانون» أنه نظام القواعد والإرشادات التي تتعزز من خلال المؤسسات الاجتماعية لضبط السلوكيات. في كتابه مفهوم القانون، حاجج إل إيه هارت أن القانون «نظام قواعد»، وقال جون أوستين أن القانون كان «أمر سيادة، مدعومًا بخطر العقوبة». ويصف رونالد دوركين القانون بأنه «مفهوم تفسيري» لتحقيق العدالة في نصه الذي حمل عنوان إمبراطورية القانون، ويحاجج جوزيف راز أن القانون «سلطة» للتواسط بين مصالح البشر. يعرف أوليفر ويندال هولمز القانون بأنه «النبوءات بما ستفعله المحاكم في الواقع، وليس أمرًا أكثر طموحًا». في كتابه رسالة في القانون، يحاجج توما الأكويني أن القانون هو تنظيم عقلاني للأمور التي تعنى بالخير العام يقر من قبل من توكل إليه مهمة العناية بالمجتمع. وللتعريف هذا عنصر طبيعي وعنصر وضعي.

### الصلة بالأخلاق والعدالة
غالبًا ما تطرح تعريفات القانون السؤال عن مدى احتواء القانون للأخلاق. وكانت الإجابة النفعية لجون أوستين أن القانون هو «أوامر تدعهما التهديدات بالعقاب من سيادة تجاه شعب يعتاد على الطاعة». من الجهة الأخرى يحاجج محامو الحق الطبيعي، مثل جان جاك روسو، أن القانون يعكس بجوهره القانون الأخلاقية الثابتة للطبيعة. برز مفهوم «القانون الطبيعي» في الفلسفة الإغريقية القديمة بصورة متزامنة مع مفهوم العدالة وبارتباط معه، وعاد ليدخل تقليد الثقافة الغربية من خلال كتابات توما الأكويني، ولا سيما في كتابه رسالة في القانون.
حاجج هوغو جروتيوس، مؤسس النظام العقلاني المحض للقانون الطبيعي، أن القانون ينبثق عن كل من دافع اجتماعي، كما كان أرسطو قد حاجج، ومن العقل. وكان إيمانويل كانط يرى أن الضرورة الأخلاقية تتطلب بأن تكون القوانين «مختارة كما لو أنها قوانين عامة للطبيعة». وكان جيريمي بينثام وتلميذه أوستين، الذي سارا على خطا ديفيد هيوم، يريان أن ذلك خلط بين ما هو قائم وبين ما يجب أن يكون. وحاجج جيريمي بينثام وأوستين لمصلحة قانون وضعي، وأن القانون الحقيقي منفصل بالكامل عن «الأخلاق». وانتُقد كانط أيضًا من قبل فريدريك نيتشه، الذي رفض مبدأ المساواة، ورأى أن الحق ينبعث من إرادة القوة ولا يمكن أن يصنف بأنه «أخلاقي» أو «غير أخلاقي».
في عام 1934، أكمل الفيلسوف النمساوي هانز كيلسين التقليد الوضعي في كتابه نظرية القانون المحض. وكان كيلسين يرى أنه على الرغم من أن القانون منفصل عن الأخلاق، فإنه يتمتع بالمعيارية، أي أنه ينبغي علينا أن نطيعه. رفض خصم كيلسين الرئيسي، كارل شميت، كلًا من الوضعية وفكرة سيادة القانون لأنه لم يقبل بأولوية المبادئ المعيارية على المواقع والقرارات السياسية الملموسة. ونتيجة لذلك، كان شميت مناصرًا لتشريع حول الاستثناء (حالة الطوارئ)، التي أنكرت أنه ينبغي أن تشتمل المعايير القانونية على كامل التجربة السياسية.
في وقت لاحق من القرن العشرين، شن هربرت هارت هجومًا على أوستين بسبب تبسيطاته وعلى كيلسين وقصصه في كتابه مفهوم القانون. وحاجج هارت أن القانون نظام قواعد، ينقسم إلى قواعد أولية (قواعد للسلوك) وقواعد ثانوية (قواعد تعرض على المسؤولين لإدارة القواعد الأولية). وتنقسم القواعد الثانوية بصورة أبعد إلى قواعد أحكام (لحسم المنازعات القانونية)، وقواعد تغير (تتيح للقوانين بأن تكون منوعة) وقاعدة التعريف (تتيح للقوانين بأن تعرف بأنها صالحة). واصل اثنان من تلامذة هارت هذه المناظرة: في كتابه إمبراطورية القانون، شن رونالدو دوركين هجومًا على هارت والوضعيين لرفضهم معاملة القانون بأنه قضية أخلاقية. ويحاجج دوركين أن القانون «مفهوم تفسيري» يتطلب من القضاة أن يجدوا الحل الأكثر ملاءمة وعدلًا لنزاع قانوني، نظرًا إلى تقاليدهم الدستورية الأنجلو أمريكية. من الجهة الأخرى، دافع جوزيف راز عن النظرة الوضعية وانتقد مقاربة «أطروحة هارت الاجتماعية الناعمة» في كتابه سلطة القانون. ويحاجج راز بأن القانون سلطة يمكن تعريفها بصورة صرفة من خلال المصادر الاجتماعية ومن دون إشارة إلى تبصر أخلاقي. وفي رأيه، فإنه من المفضل أن يُترك للسوسيولوجيا، لا للتشريع، أي تصنيف للقواعد يذهب أبعد من دورها كأدوات سلطوية في التواسط.

## تاريخ
يرتبط تاريخ القانون بالحضارة ارتباطًا وثيقًا. يستند القانون المصري القديم الذي يعود تاريخه إلى العام 3000 قبل الميلاد، إلى مفهوم ماعت ويتسم بالتقاليد والخطابات البلاغية والمساواة الاجتماعية والحياد. بحلول القرن 22 قبل الميلاد، صاغ الحاكم السومري القديم أور نمو القانون الأول، والذي تألف من عبارات الاحتيال الشرعي (إذا.... إذن). نحو عام 1760 قبل الميلاد، واصل الملك حمورابي تطوير القانون البابلي من خلال تدوينه وتسجيله على الحجر. وضع حمورابي عدة نسخ من مدونة قانونه في مختلف أنحاء مملكة بابل على لوحة تذكارية ليراها جميع الناس، وأصبحت تعرف بشريعة حمورابي. عثر علماء الآشوريات البريطانيين على النسخة الأكثر سلامة من هذه اللوحة في القرن التاسع عشر، ومنذ ذلك الحين تم تُرجمتها بالكامل إلى لغات مختلفة، بما في ذلك الإنجليزية والإيطالية والألمانية والفرنسية.
يعود تاريخ العهد القديم إلى عام 1280 قبل الميلاد ويتخذ شكل متطلبات أخلاقية باعتبارها توصيات لمجتمع جيد. كانت الدولة اليونانية الصغيرة، أثينا القديمة، منذ حوالي القرن الثامن قبل الميلاد أول مجتمع يقوم على أساس مشاركة الشعب في الحكم باستثناء النساء وطبقة العبيد. لم يكن لدى أثينا علم قانون أو كلمة واحدة تعني «القانون»، بل كانت تعتمد بدلًا من ذلك على التمييز الثلاثي بين الشريعة الإلهية والمرسوم الإنساني (نوموس) والعادات. بيد أن القانون اليوناني القديم تضمن ابتكارات دستورية رئيسية في مجال تطوير الديمقراطية.
تأثر القانون الروماني بشكل كبير بالفلسفة اليونانية، ووضع الحقوقيون المحترفون قواعده التفصيلية التي كانت متطورة للغاية. طيلة القرون التي شهدت صعود الإمبراطورية الرومانية وانهيارها، جرى تكييف القانون لمواجهة الأوضاع الاجتماعية المتغيرة وخضع لتدوين كبير في عهد ثيودوسيوس الثاني وجوستينيان الأول. على الرغم من استبدال القواعد بالقوانين العرفية والسوابق القضائية خلال العصور الوسطى المبكرة، أُعيد اكتشاف القانون الروماني نحو القرن الحادي عشر، حين بدأ علماء القانون في العصور الوسطى في البحث في القواعد الرومانية وتكييف مفاهيمها مع القانون الكنسي، ما أدى إلى نشوء القانون العام. جرى تجميع القانون اللاتيني (الذي يُعرف باسم بروكس) من أجل التوجيه. في إنجلترا في العصور الوسطى، وضعت المحاكم الملكية مجموعة من السوابق التي أصبحت فيما بعد القانون العام. شُكل قانون تجاري على نطاق أوروبا ليتمكن التجار من التجارة بمعايير الممارسة المشتركة بدلًا من الاتجار وفقًا للعديد من القوانين المحلية المنقسمة. شدد القانون التجاري، وهو سلف للقانون التجاري الحديث، على حرية التعاقد على الممتلكات وإمكانية التصرف فيها. مع نمو القومية في القرنين الثامن عشر والتاسع عشر، دُمج القانون التجاري في القانون المحلي للدول بموجب قوانين مدنية جديدة.  أصبحت قوانين نابليون والألمانية الأكثر تأثيرًا. على النقيض من القانون العام الإنجليزي، والذي يتألف من مجموعة هائلة من السوابق القضائية، يسهل نشر القوانين في كتب الصغيرة ويسهل على القضاة تنفيذها. بيد وجود دلائل حالية على تقارب القانون المدني والقانون العام. جرى تدوين قانون الاتحاد الأوروبي في المعاهدات، ولكنه يتطور من خلال السوابق الفعلية التي وضعتها محكمة العدل الأوروبية.

## المدارس والنظم القانونية
- القانون المدني
- القانون المشترك
- القوانين الدينية:
  - الشريعة الإسلامية
  - الشريعة اليهودية
  - القانون الهندوسي
- القانون الاشتراكي